# ゟ
この項目は、平仮名「より」および片仮名「ヨリ」の合字について説明する。

## 字源
「ゟ」は「より」の合字である。
「」は「ヨリ」の合字である。

## 用例
「ゟ」は近世以降の日本で使用される。
- 「ペテロフサマ　シブヤにて　アナタノトヨ子ゟ」『街』（宮本百合子）[2]
- 御厩川岸ゟ両國橋夕陽見（富嶽三十六景）
- 明治時代以前には手紙の差し出し人の表記に「山田太郎ゟ」、起点を説明する場合に「東京駅ゟ徒歩10分」のように使用されていた[3]。
- 現在では新聞の三行広告（スペースが極端に少ない求人や不動産などの広告）で、「○○駅ゟ（より）△分」の形で見られる場合がある。ほか、相撲や歌舞伎の会場にあるのぼりなどでも見られる[3]。
- 大相撲の番付で、中軸に番付表上で最も大きい文字で書かれる「蒙御免」の文字の下に、開催年月日と開催場所が「○○（元号）○年○月○日ゟ十五日間於○○○（開催場所）大相撲挙行仕候」の形式で書かれる。

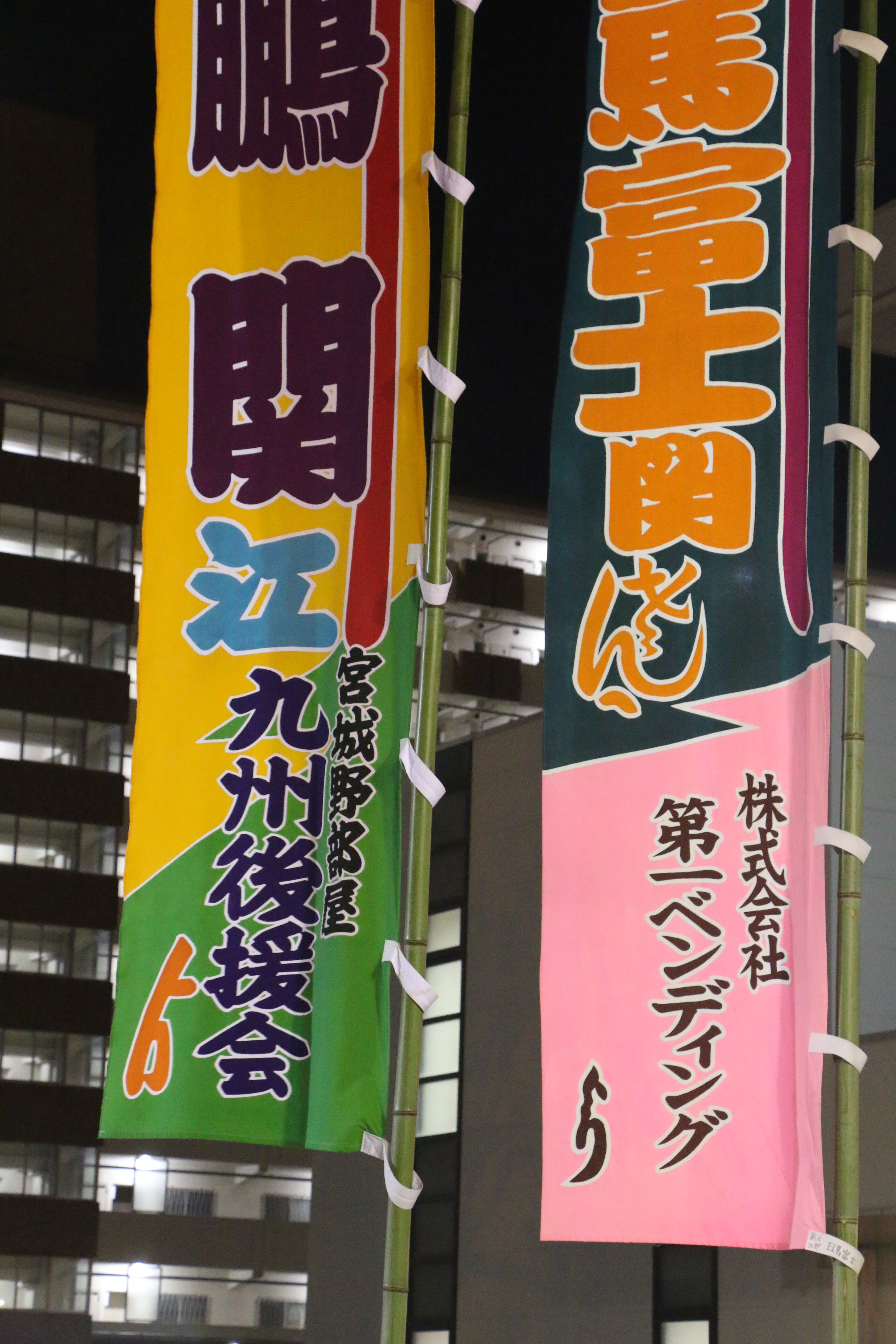
大相撲本場所ののぼり
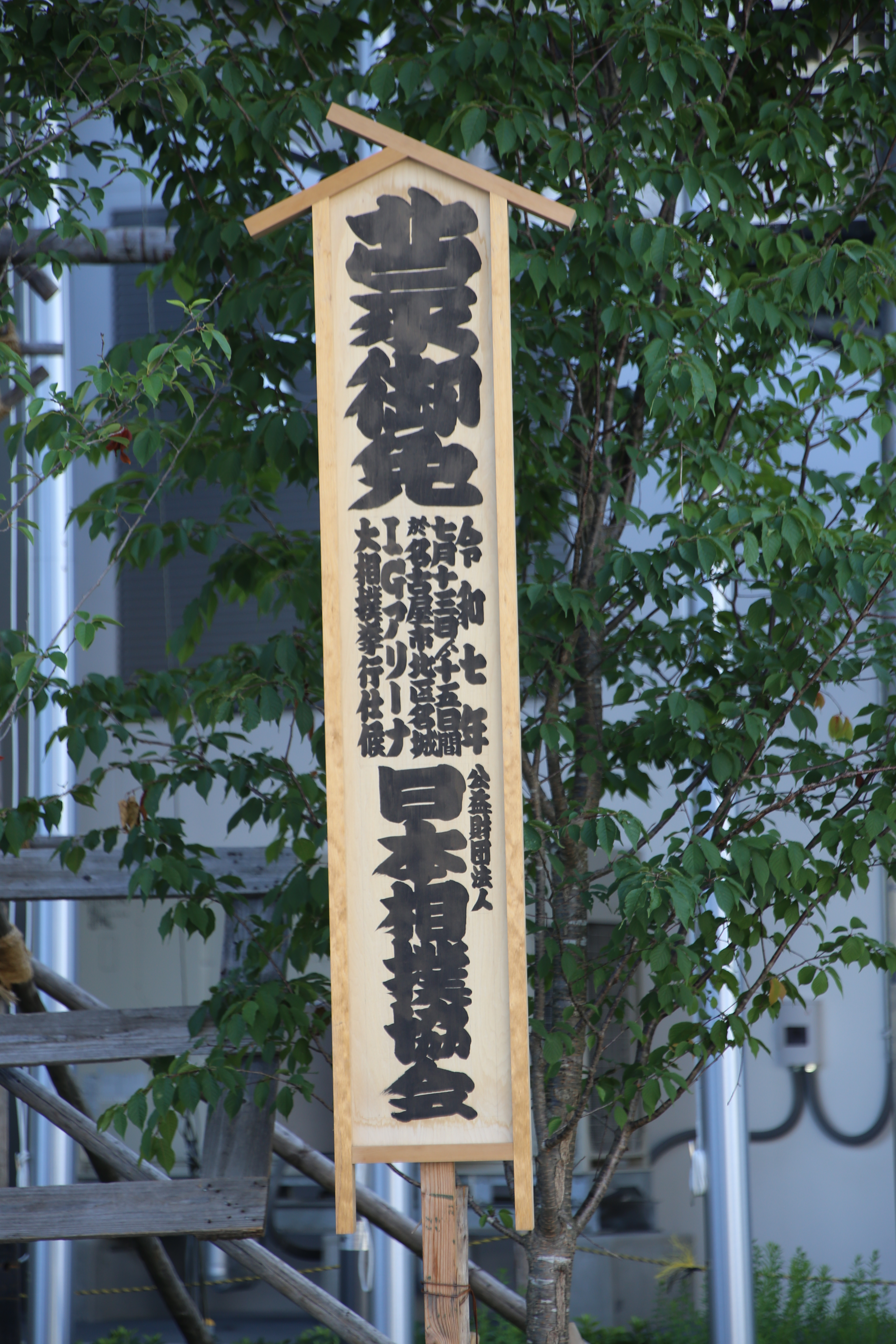
御免札（大相撲令和7年7月場所）

## 符号位置
- 平仮名の「ゟ」は、文字コードとしては、2000年にJIS規格のJIS X 0213の符号化文字集合に追加され、Unicode 3.2にも追加された[4]。
- 片仮名の「」は、現状ではコードポイントを設定していないため、PCのテキスト上に表示できない。

| 記号 | Unicode | JIS X 0213 | 文字参照          | 名称 |
| ---- | ------- | ---------- | ----------------- | ---- |
| ゟ   | U+309F  | 1-2-25     | &#x309F; &#12447; | より |